# ليونهارت (فلم 2018)
قلب الأسد أو ليونهارت (بالإنجليزية: Lionheart) هو فيلم دراما نيجيري صدر سنة 2018، وهُو من إنتاج تشيني أونوغبينو وإخراج جينيفيف نناجي. الفيلم من بطولة كل من بيت إدوتشي وجنيفيف نناجي ونكيم أووه. في 7 سبتمبر 2018، استحوذث شركة نتفليكس على الفيلم، مما يجعل هذا الأخير أول فيلم أصلي من نتفليكس يتم إنتاجه في نيجيريا. عُرض فيلم قلب الأسد لأول مرة في دورة 2018 من مهرجان تورنتو السينمائي الدولي في كندا، فيما صدر على منصة نتفليكس في 4 يناير 2019. يُعد الفيلم أول فيلم تُخرجه المُمثلة جنيفيف نناجي.
اختير الفيلم ليكون الترشيح الرسمي لنيجيريا ضمن جائزة الأوسكار لأفضل فيلم بلغة أجنبية في حفل توزيع جوائز الأوسكار الثاني والتسعون. وقد كانت هذه المرة الأولى التي تُرشح فيها نيجيريا فيلمًا لجوائز الأوسكار. في 4 نوفمبر 2019، استبعدت الأكاديمية الفيلم من الجائزة كون غالبية الحوار في الفيلم هو باللغة الإنجليزية، فيما عشر دقائق فقط من الفيلم هي بلُغة الإغبو.

## القصة
يحكي الفيلم قصة «أديزي أوبياغو» (نناجي)، والتي تسعى لأن تخلف والدها «إرنست أوبياغو» (بيت إيدوشي) بعد تنحيه عن رئاسة شركته بسبب مُعاناته الصحية. لكن والدها طلب من شقيقه «غودسويل أوبياغو» (نكيم أووه) أن يحُل محله، ويتعين على غودسويل وأديزي العمل معًا لإنقاذ الشركة من الديون بالإضافة إلى تهديد رجل الأعمال إيغوي باسكال (كانايو كانايو) بالاستحواذ على الشركة.

## طاقم التمثيل
- جنيفيف نناجي في دور أديزي أوبياغو، ابنة الرئيس إرنست أوبياغو؛ وهيتشغل منصب مُديرة اللوجستيات والعمليات في شركة ليونهارت.
- نكيم أووه في دور غودسويل أوبياغو، الأخ الأصغر لإرنست أوبياغو؛ وهُو الرئيس الجديد لشركة ليونهارت، والمُدير المُنتذب للمقر الرئيسي للشركة في مدينة أويري.
- بيت إدوتشي في دور الرئيس إرنست أوبياغو، صاحب شركة ليونهارت وأب أديزي وأوبيورا، وزوج أبيغيل أوبياغو.
- أونييكا أونوينو في دور أبيغيل أوبياغو، والدة أديزي وأوبيورا، وزوجة إرنست أوبياغو.
- كانايو كانايو في دور إيغوي باسكال، مالك شركة (بالإنجليزية: IG Motors)، ويسعى لشراء شركة ليونهارت.
- كالو إيكاغوو في دور صامويل أكا، مُدير الخدمات الهندسية في شركة ليونهارت، يتواطأ مع إيغوي باسكال لسيطرة هذا الأخير على الشركة.
- جيميما أوسوندي في دور أونينيي، المُساعد الشخصي لأديزي أوبياغو.
- ساني موازو في دور الحاج دانلادي مايكانو.
- شيبوزور أزوبويكي في دور أوبيورا أوبياغو، شقيق أديزي أوبياغو؛ موسيقي صاعد.
- نغوزي إيزيوني في دور شيوما أوبياغو وهي زوجة غودسويل أوبياغو.
- يعقوب محمد بدور حمزة ميكانو.
- بيتر أوكوي في دور أرينزي.
- شيكا أوكبالا في دور عُضو في مجلس إدارة ليونهارت.
- ناني بوي في دور سائق.

## الإنتاج
أنتج تشيني أونوغبينو الفيلم من خلال شركة (بالإنجليزية: MPM Premium) بالتعاون مع (بالإنجليزية: The Entertainment Network). حصلت نتفليكس على حقوق التوزيع العالمية للفيلم في 7 سبتمبر 2018، وذلك قبل يوم واحد من عرضه الأول في دورة 2018 من مهرجان تورنتو السينمائي الدولي.

## الصدور
صدر عرض ترويجي للفيلم في 24 أغسطس 2018. في 4 يناير 2019، أصبح الفيلم مُتاحًا للمُشاهدة من جميع أنحاء العالم على منصة نتفليكس.

## الاستقبال النقدي
تلقى الفيلم إشادة كبيرة من معظم النقاد. حصل الفيلم على تقييم 100% على موقع الطماطم الفاسدة مع متوسط تقييم 6.33/10، بناءً على 7 مراجعات.

## روابط خارجية
ليونهارت على موقع IMDb (الإنجليزية)
- ليونهارت على موقع ميتاكريتيك (الإنجليزية)
- ليونهارت على موقع روتن توميتوز (الإنجليزية)
- ليونهارت على موقع نتفليكس (الإنجليزية)
- ليونهارت على موقع ألو سيني (الفرنسية)
- ليونهارت على موقع فيلمافينيتي (الإسبانية)
- ليونهارت على موقع قاعدة بيانات الفيلم (الإنجليزية)
- ليونهارت على موقع ليتربوكسد (الإنجليزية)
- ليونهارت على موقع كينوبويسك (الروسية)